# Marguerite Delaye

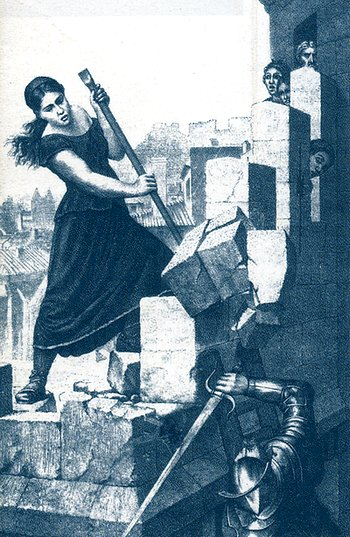
Margot Delaye đang chiến đấu trong vòng vây

Marguerite Catherine Ponsoye Delaye (hay còn gọi là Margot Delaye) là một phụ nữ Pháp anh hùng, là người đã dũng cảm chiến đấu trong vòng vây của quân đối phương do Đô đốc Coligny chỉ huy vây hãm vùng Montélimar vào 1569. Trong trận chiến này, bà đã chiến đấu anh dũng và cụt mất một tay. Để vinh danh bà, một tượng đài khắc họa chân dung của bà đã được cho dựng lên.

## Lịch sử
Vào tháng 4 năm 1570, một cánh quân của đạo binh Tin lành do đô đốc Gaspard II de Coligny và Ludovic de Nassau chỉ huy đã tiến đến cổng thị trấn Montélimar do những người Công giáo kiểm soát. Một cuộc tấn công diễn ra và kéo theo huyền thoại về Margot Delaye.  Trong trận chiến này, những binh sĩ thiếu đạn dược đã được dân cư trong thành tiếp tế, trong số đó có một số phụ nữ mà có cả Margot Delaye. Bà còn chiến đấu trên tường thành, khi hết vũ khí trong tay bà đã ném xuống tất cả những gì có sẵn, kể cả đồ dùng.
Trong trận chiến này, bà đã bị mất bàn tay ở cánh tay phải khi chiến đấu với Ludovic de Nassau nhưng bà đã hạ gục viên chỉ huy này bằng một cái nồi gang nặng. Các quan chấp chính của thị trấn đã đáp lễ Margot Delaye vì hành động anh hùng này bằng việc ban cho nhà ở, bánh mì và rượu. Nguồn gốc và lịch sử về Margot Delaye được ghi chép lại rất ít, bà dường như là người của gia đình Ponsoye, thuộc dòng Bourg-Saint-Andéol và có khả năng là gia đình của Mục sư Edmond Ponsoye và anh trai của ông là nhà sử học Charles Ponsoye. Bà vốn là người thợ giặt, được cho là đã hứa hôn hoặc kết hôn với một hiệp sĩ có khả năng đã chết trong trận chiến. 